# Djurgårdens IF Fotbolls spelarövergångar

## Djurgårdens IF Fotbolls spelarövergångar

### Spelarövergångar sommaren 2009
In
| 3  | Benin     | F  | Yosif Ayuba (från Vasalunds IF)  |
| 27 | Sverige   | MF | Dan Burlin (från Skellefteå FF)  |
| 23 | Argentina | MF | Leandro Ortiz (från River Plate) |

Ut
| 20 | Sverige   | MF | Martin Andersson (utlåning hösten 2009 till Vasalunds IF) |
| 22 | Slovenien | MF | Andrej Komac (utgående kontrakt)                          |
| 29 | Finland   | MF | Aki Riihilahti (utgående kontrakt)                        |

### Spelarövergångar inför 2009
In
| 5  | Sverige  | F  | Petter Gustafsson (från Skellefteå FF)    |
| 10 | Sverige  | MF | Christer Youssef (från IF Brommapojkarna) |
| 19 | Kroatien | A  | Hrvoje Milic (från Hajduk Split)          |
| 17 | Zambia   | A  | Boyd Mwila (från Örgryte IS)              |

Ut
| –  | Sverige   | F  | Dennis Boskailo (till Västerås SK (Division 1), oklart om övergången är försäljning eller utlåning.) |
| 3  | Sverige   | F  | Robert Stoltz (utgående kontakt)                                                                     |
| 9  | Sverige   | A  | Jones Kusi-Asare (Bosman, till Esbjerg fB (Superligaen))                                             |
| 10 | Brasilien | MF | Enrico Cardoso Nazaré (såld till Vasco da Gama (Brasilien).)                                         |
| 13 | Sverige   | F  | Per Johansson (såld till Örebro SK)                                                                  |
| 17 | Sverige   | F  | Stefan Batan (utlånad 2009 till Assyriska)                                                           |
| 19 | Brasilien | A  | Thiago Quirino da Silva (till Consadole Sapporo (J. League).)                                        |
| 21 | Sverige   | A  | Kristian Junegard (utgående kontrakt)                                                                |
| 23 | Sydafrika | MF | Lance Davids (utgående kontrakt)                                                                     |
| 28 | Sverige   | MF | Kristoffer Näfver (retur av lån från Örebro SK)                                                      |

### Spelarövergångar sommaren 2008
In (svenska transferfönstret stängde 31 juli)
| 4  | Sverige | F  | Patrik Haginge (från Örebro SK)                                          |
| 7  | Nigeria | MF | Prince Ikpe Ekong (från Gais)                                            |
| 24 | Sverige | F  | Peter Magnusson (från Vasalund/Essinge IF)                               |
| 27 | Sverige | A  | Johan Oremo (från Gefle IF)                                              |
| 28 | Sverige | MF | Kristoffer Näfver (Utlånad från Örebro SK under resten av säsongen 2008) |

Ut (de flesta europeiska ligornas transferfönster stängde 31 augusti)
| 5  | Island  | F  | Sölvi Ottesen (till SønderjyskE (Danmark))                                  |
| 13 | Sverige | F  | Per Johanasson (utlånad till Örebro SK säsongen ut.)                        |
| 17 | Sverige | MF | Stefan Batan (utlånad till Assyriska (Superettan) säsongen ut.)             |
| 26 | Serbien | MF | Nebojša Marinković (till FK Partizan Belgrad (Serbien) efter utgående lån.) |

### Spelarövergångar inför 2008
In
| 2  | Sverige | MF | Philip Hellqvist (från Djurgårdens ungdomslag)                       |
| 4  | Sverige | F  | Dennis Boskailo (från IF Sylvia, tillbaka efter lån)                 |
| 13 | Sverige | F  | Per Johansson (från BK Forward, tillbaka efter lån)                  |
| 20 | Sverige | MF | Martin Andersson (från Enköpings SK)                                 |
| 25 | Sverige | MF | Sebastian Rajalakso (från Enköpings SK)                              |
| 26 | Serbien | MF | Nebojša Marinković (från FK Partizan Belgrad, lån under tre månader) |
| 35 | Sverige | MV | Tommi Vaiho (från Värtans IK, tillbaka efter lån)                    |

Utlåning
| 3  | Sverige | F  | Robert Stoltz (utlånad under säsongen 2008 till Enköpings SK)          |
| 4  | Sverige | F  | Dennis Boskailo (utlånad under säsongen 2008 till Falkenbergs FF)      |
| 24 | Sverige | MF | Christoffer Karlsson (utlånad under säsongen 2008 till Åtvidabergs FF) |

Ut
| 7  | Sverige | MF | Johan Arneng (till Ålesunds FK)                                          |
| 20 | Sverige | A  | Patrick Amoah (till Ciudad de Lorquí (Spanien), fri transfer)            |
| 25 | Sverige | F  | Eldin Kozica (Ej förnyat kontrakt)                                       |
| 26 | Nigeria | A  | Kennedy Igboananike (till Vasalund/Essinge IF efter ej förnyat kontrakt) |
| 27 | Schweiz | MF | Felix Magro (till IFK Norrköping, fri transfer)                          |

### Spelarövergångar inför 2005
Ut
|    | Sverige        | F  | Mtaka Simba (lånas ut till Bodens BK säsongen 2005) |
| 10 | Sverige        | MF | Andreas Johansson (till Wigan)                      |
| 12 | Sverige        | F  | Markus Karlsson (till Rot-Weiss Essen, Tyskland)    |
|    | Gambia         |    | Aziz Corr Nyang (ej förnyat kontrakt)               |
|    | Sverige        |    | Paggy Zunda (ej förnyat kontrakt)                   |
|    | Sverige        | F  | Richard Spong (till IFK Norrköping)                 |
|    | Kongo-Kinshasa | MF | Yannick Bapupa (till Åtvidabergs FF)                |
| 19 | Slovakien      | MF | Juraj Dovicovic (return of loan))                   |

### Spelarövergångar inför 2003
In
| 7  | Sverige | MF | Johan Arneng (från Vålerengen)      |
| 11 | Finland | A  | Daniel Sjölund (lån från Liverpool) |
| 19 | Sverige | A  | Pär Cederqvist (från IFK Värnamo)   |
| 21 | Sverige | F  | Richard Spong (från Coventry)       |

Kenneth Storvik blev klar för DIF den 30 december 2002 men den 13 januari 2003 meddelades det att det inte blev någon fortsättning.
Ut
| 6  | Sverige | MF | Magnus Pehrsson (spelarkarriären över)                         |
| 9  | Sverige | A  | Stefan Bärlin (till Västerås SK)                               |
| 11 | Sverige | A  | Johan Wallinder (utlånad hela säsongen 2003 till Enköpings SK) |
| 20 | Sverige | MF | Stefan Rehn (kvar i DIF men som assisterande tränare)          |
| 21 | Sverige | MF | Louay Chanko (till Malmö FF)                                   |
|    | Sverige | ?  | N’Diwa Lord (till Bolton)                                      |

### Spelarövergångar inför 2002
In
|    | Sverige | F  | Elias Storm (från Spårvägens FF) |
| 16 | Sverige | MF | Kim Källström (från BK Häcken)   |

Ut

### Spelarövergångar inför 2001
In
|    | Sverige | MF | Louay Chanko (från Syrianska FC)        |
| 11 | Sverige | A  | Johan Wallinder (från Helsingborgs IF)  |
|    | Sverige | MV | Andreas Isaksson (från Juventus FC)     |
|    | Kanada  | F  | Kevin McKenna (från FC Energie Cottbus) |

Ut
|  | Sverige | MF | Pierre Gallo (till Bryne FK, Norge, på fri transfer) |

### Spelarövergångar inför 2000
Källa för ett antal övergångar inför säsongen 2000 (dif.se)
Källa för ett antal övergångar inför säsongen 2000 (vsk.nu)
In
|  | Sverige | MV | Rami Shaaban (från Nacka FF)                |
|  | Gambia  | MV | Pa Dembo Tourray (från Real Banjol, Gambia) |
|  | Sverige | MF | Abgar Barsom (från BK Forward)              |
|  | Sverige | MF | Stefan Bergtoft (från Spånga IS)            |
|  | Sverige | MF | Andreas Johansson (från AIK)                |
|  | Sverige | A  | Stefan Bärlin (från IFK Göteborg)           |
|  | Sverige |    | Jörgen Sundström (från Piteå)               |

Ut
|  | Sverige |  | Jon Persson (till IF Brommapojkarna)       |
|  | Sverige |  | Zoran Stojcevski (till FC Café Opera)      |
|  | Sverige |  | Fred Persson (till Värtans IK)             |
|  | Sverige |  | Christian Gröning (till Värtans IK)        |
|  | Sverige |  | Fredrik Dahlström (till Assyriska)         |
|  | Sverige |  | Sharbel Touma (till AIK)                   |
|  | Sverige |  | Stefan Alvén (till IFK Norrköping)         |
|  | Sverige |  | Martin Lossman (till Farsta)               |
|  | Sverige |  | Patricio Cisternas                         |
|  | Sverige |  | Michael Borgqvist (till Spårvägen)         |
|  | Sverige |  | Magnus Lindblad (till Väsby United)        |
|  | Sverige |  | Fredrik Svedberg (utlånad till Värtans IK) |
|  | Sverige |  | Marin Piotrowsky (utlånad till Älta)       |

### Spelarövergångar inför 1999
In
|  | Sverige | A  | Jones Kusi-Asare (från Vasalund/Essinge IF) |
|  | Sverige |    | Joel Riddez                                 |
|  | Sverige | A  | Samuel Wowoah (från Motala)                 |
|  | Sverige | F  | Patrik Eriksson-Ohlsson                     |
|  | Sverige | F  | Niclas Rasck (från Örebro SK)               |
|  | Sverige | MF | Magnus Pehrsson (från IFK Göteborg)         |
|  | Sverige | F  | Magnus Samuelsson (från Östers IF)          |

Ut